# 세야촌 (가나가와현)
세야촌(일본어: 瀬谷村)은 1889년 4월 1일부터 1939년 11월 3일까지 존재했던 일본 가나가와현 가마쿠라군의 촌이다.

## 연혁
- 1889년 4월 1일 - 정촌제 시행과 함께, 닛바시촌, 미야자와촌, 세타니촌이 합병해 성립하였다.
- 1939년 4월 1일 - 요코하마시에 편입하였고, 같은 날 세타니촌은 폐지되어, 같은 날에 설치된 도쓰카구의 일부가 되었다.
- 1969년 10월 1일 - 요코하마시 도쓰카구로부터 세야구를 분구하였고. 구 촌역이 세야구가 되었다.

## 교통

### 철도 노선
- 신추 철도(현:사가미 철도)
  - 본선

### 도로
- 나카하라 가도
- 가이군 가도
- 야쿠라자와 왕복

## 참고 문헌
- 角川日本地名大辞典編纂委員会,『角川日本地名大辞典 神奈川県』1984, 角川書店